# Derek Beales
Derek Edward Dawson Beales (* 12. Juni 1931 in Felixstowe; † 10. Juli 2023) war ein britischer Historiker. Er verfasste ein umfassendes Werk über Kaiser Joseph II.

## Leben
Beales wurde an der Universität Cambridge ausgebildet, wo er 1953 einen BA, einen MA und einen PhD erhielt. Er wurde 1955 zum Fellow des Sidney Sussex College in Cambridge und 1965 zum Dozenten für Geschichte an der Universität ernannt, als der er bis 1980 tätig war. Bis 1997 war er Professor für Neuere Geschichte in Cambridge.
Er war Herausgeber des The Historical Journal von 1971 bis 1975. Von 1984 bis 1987 war er Mitglied des Rates der Royal Historical Society. 1989 wurde er zum Fellow der British Academy gewählt.

## Schriften (Auswahl)
- From Castlereagh to Gladstone, 1815-1885. London u. a. 1969.
- Joseph II, Volume I: In the Shadow of Maria Theresa, 1741–1780. Cambridge 1987, ISBN 0-521-24240-1.
- Prosperity and Plunder: European Catholic Monasteries in the Age of Revolution, 1650–1815. Cambridge 2003, ISBN 0-521-59090-6.
- Enlightenment and Reform in 18th-Century Europe. London 2005, ISBN 1-86064-949-1.
- Europäische Klöster im Zeitalter der Revolution, 1650-1815. Wien 2008, ISBN 978-3-205-776758
- Joseph II, Volume II: Against the World, 1780–1790. Cambridge 2009, ISBN 978-0-521-32488-5.
- (mit Eugenio F. Biagini) The Risorgimento and the Unification of Italy. Longman, Harlow 2002, überarbeitete Neuauflage (erste Auflage 1971), ISBN 978-0-582-36958-0.